# 七拱河
七拱河，又称通儒水、七拱水，位于中华人民共和国广东省清远市阳山县境内，是连江右岸支流，发源于阳山县南部与怀集县交界处的石羊楼山，上游称“白莲水”，向北流经太平镇白莲村（旧为白莲镇），自湖洞村流入地下至牛鼻岩出口的潜流段，又称为“牛鼻地下河”，一下始称“七拱河”，北流至七拱镇连陂村转东流，至杜步镇东江村转东北流，最后于阳城镇的水口村（原水口镇）汇入连江。河长61千米，河道平均比降2.84‰，流域面积845平方千米。七拱河上游环境优越、景色秀丽；中游东部是阳山县粮食主产区；下游社布镇出产花生。